# Lappanella
Lappanella és un gènere de peixos de la família dels làbrids i de l'ordre dels perciformes.

## Taxonomia
- Lappanella fasciata (Cocco, 1833)[1]
- Lappanella guineensis (Bauchot, 1969)[2][3]